# Töddenweg
De Töddenweg is een langeafstandswandelpad tussen Bad Bentheim en Osnabrück. De route maakt deel uit van de Europese wandelroute E11 en van de Nederlands-Duitse route Handelsweg. De route is 110 km lang. De route is voor het grootste gedeelte ook geschikt voor fietsen. Mede om die reden is een belangrijk deel van de route geasfalteerd. Oorspronkelijk begon de route in Oldenzaal, maar het gedeelte van Oldenzaal tot Bad Bentheim maakt nu deel uit van het Nederlandse Marskramerpad. In Osnabrück sluit de route aan op de Wittekindsweg, die de voortzetting van de E11 vormt.

## Trivia
Het woord 'Tödde' is een Duits woord voor marskramer. Zie ook: Teut (handel).